# إلين دوغرتي
إلين دوغرتي (بالإنجليزية: Ellen Dougherty)‏ هي ممرضة نيوزيلندية، ولدت في 20 سبتمبر 1844، وتوفيت في 3 نوفمبر 1919.